# Allegiance (jeu vidéo)
Pour les articles homonymes, voir Allegiance.
Allegiance est un jeu multijoueur, à la croisée entre jeu de stratégie et de combat spatial. À l'origine développé par Microsoft Research, son code source fut publié sous une licence shared source en 2002 lors de l'abandon de son exploitation commercial par Microsoft. Il est depuis maintenu et soutenu par une communauté de fans organisée sous le nom de la Free Allegiance Organization (FAO).

## Univers
L'histoire déroulée en arrière-plan prend place aux alentours de 2150, peu après la destruction de la Terre par un astéroïde. Cette catastrophe obligea les survivants de l'humanité à s'aventurer dans l'espace à la recherche de nouvelles ressources et de nouvelles terres habitables. La race humaine s'est alors divisées en quatre factions :
- L'Iron Coalition, descendants de la force de maintien de l'ordre des Nations unies.
- La GigaCorp une organisation interplanétaire visant au contrôle des ressources naturelles.
- Les Belters, un ramassis de marchands, de pirates et de pilotes indépendants.
- Bios, un groupe génétiquement modifié pour une meilleure adaptation à l'environnement spatial.

Au cours de la guerre civile s'ensuivant, les humains découvrent une race alien, la Rixian Unity, qui cherche à « illuminer » les races telles que les humains (de manière peu pacifique).

## Système de jeu
Allegiance consiste en un mélange de simulation de vol spatial orienté action et de stratégie où le jeu en équipe est primordial. À l'instar de titres plus récents tel que Battlefield 2, un joueur incarne un commandant dirigeant avec plus ou moins d'autorité une équipe essentiellement composée de joueurs humains. Seules quelques unités comme les vaisseaux mineurs servants à la collecte de l'hélium 3, principale ressource du jeu, ou les constructeurs permettant la construction de nouvelles bases sont pilotés par une intelligence artificielle primitive.
Les joueurs ont accès à divers vaisseaux suivant les technologies achetées par le commandant et la faction qu'ils incarnent.
La principale dynamique du jeu consiste à étendre son contrôle sur la carte, elle-même divisée en secteurs reliés par des alephs, représentations de trous de vers, pour agrandir le nombre d'astéroïdes comportant de l'he3 disponibles tout en attaquant les mineurs ennemis et en empêchant l'équipe adverse de faire de même. Une partie classique est gagnée lorsque toutes les bases ennemies sont capturées ou détruites.
Bien que le contrôle des vaisseaux soit assez aisé grâce à un modèle de vol simplifié (pas de gravité, simulation de forces de résistances tels que l'on peut en rencontrer dans une atmosphère, ...) la prise en main est longue et difficile du fait du grand nombre de contrôles, de vaisseaux différents, de situations possibles, de tâches à effectuer, de l'aspect prépondérant du jeu en équipe, …
De plus le jeu n'a jamais été traduit, il est donc intégralement en anglais et sa communauté de joueurs est essentiellement anglophone, ainsi que l'abondante aide destinée aux débutants.

## Historique et statut actuel du jeu
Du fait notamment de sa difficile prise en main et malgré de bonnes critiques de la presse spécialisée
 lors de sa sortie, Allegiance fut un échec commercial puisque vendu à seulement 29 000 unités.
En conséquence le serveur officiel ferma dès 2002 mais un groupe de fans développa des outils permettant de se connecter à des serveurs privés. Lors de la publication du code source, des modifications supplémentaires visant à la correction de bugs, l'ajout de nouvelles fonctionnalités et la simplification de la connexion aux serveurs gérés par des membres de la communauté sont réalisées.

## Accueil
| Allegiance            |      |       |
| Média                 | Pays | Notes |
| Computer Gaming World | US   | 4.5/5 |
| GameSpot              | US   | 87 %  |